# Campionati sudamericani femminili di cricket T20 2022
I Campionati sudamericani femminili di cricket T20 2022 si sono svolti dal 13 al 16 ottobre a Itaguaí, in Brasile: al torneo hanno partecipato quattro squadre. Il Canada ha partecipato come squadra invitata

## Regolamento

### Formula
La formula ha previsto:
- Fase a gironi, disputata con girone all'italiana: la prima e la seconda classificata accedono alla finale.

## Torneo

### Fase a gironi

#### Classifica
| Pos. | Squadra   | Pt | G | V | P | NRR     |
| ---- | --------- | -- | - | - | - | ------- |
| 1.   | Canada    | 6  | 3 | 3 | 0 | +5.164  |
| 2.   | Brasile   | 4  | 3 | 2 | 1 | +2.971  |
| 3.   | Argentina | 2  | 3 | 1 | 2 | -0.357  |
| 4.   | Perù      | 0  | 3 | 0 | 3 | -10.406 |

      Qualificata in finale
      Qualificata alla finalina per il bronzo

### Playoff

#### Finalina 3º posto
| 16 ottobre 2022 Sao Fernando Polo and Cricket Club, Itaguaí | Argentina | 226/4 - 44/3 | Perù | Argentina vince di 182 runs |

#### Finale
| 16 ottobre 2022 Sao Fernando Polo and Cricket Club, Itaguaí | Canada | 125 - 89 | Brasile | Canada vince di 36 runs |